# All-Amerikkkan Bada$$
All-Amerikkkan Bada$$ è il secondo album in studio del rapper statunitense Joey Badass, pubblicato nel 2017.

## Tracce
1. Good Morning Amerikkka – 1:38
2. For My People – 3:52
3. Temptations – 4:04
4. Land of the Free – 4:43
5. Devastated – 3:27
6. Y U Don't Love Me? (Miss Amerikkka) – 3:19
7. Rockabye Baby (featuring Schoolboy Q) – 3:43
8. Ring the Alarm (featuring Kirk Knight, Nyck Caution & Meechy Darko) – 4:20
9. Super Predator (featuring Styles P) – 4:11
10. Babylon (featuring Chronixx) – 5:36
11. Legendary (featuring J. Cole) – 4:38
12. Amerikkkan Idol – 6:11